# Unione Sportiva Ravenna 2000-2001
Questa pagina raccoglie le informazioni riguardanti l'Unione Sportiva Ravenna nelle competizioni ufficiali della stagione 2000-2001.

## Stagione
La stagione 2000-2001 per il Ravenna è amarissima, sul campo con 25 punti si piazza in diciannovesima posizione nel campionato di Serie B ed è retrocessa in Serie C1 con Treviso Monza e Pescara. Si sono alternati quattro allenatori sulla panchina giallorossa, ma ai problemi tecnici si sono sommati quelli economici, così dopo l'amara retrocessione la società ravennate non ha potuto iscriversi entro il 30 giugno 2001, nemmeno al campionato di Serie C1, per cui fallisce l'Unione Sportiva Ravenna. Dal culmine negativo è però nato il Ravenna Calcio che inizierà la sua avventura dal girone B del campionato di Eccellenza Emilia Romagna per la stagione 2001-2002.

## Rosa
| N. |                    | Ruolo | Calciatore           |
| -- | ------------------ | ----- | -------------------- |
| 1  | Italia (bandiera)  | P     | Alessio Sarti        |
| 2  | Italia (bandiera)  | C     | Sebastiano Vecchiola |
| 3  | Italia (bandiera)  | D     | Alessandro Lamonica  |
| 3  | Brasile (bandiera) | C     | Paquito              |
| 4  | Italia (bandiera)  | C     | Cristiano Scapolo    |
| 5  | Italia (bandiera)  | D     | Giovanni Dall'Igna   |
| 6  | Italia (bandiera)  | D     | Filippo Cristante    |
| 7  | Italia (bandiera)  | D     | Filippo Dal Moro     |
| 8  | Italia (bandiera)  | C     | Davide Tentoni       |
| 9  | Italia (bandiera)  | A     | Alessandro Arricca   |
| 9  | Italia (bandiera)  | D     | Davide Mandorlini    |
| 10 | Italia (bandiera)  | C     | Francesco Dell'Anno  |
| 10 | Italia (bandiera)  | C     | Marco Rigoni         |
| 11 | Italia (bandiera)  | A     | Mauro Bertarelli     |
| 12 | Italia (bandiera)  | P     | Enrico Bosi          |
| 13 | Italia (bandiera)  | C     | Michel Biondini      |
| 14 | Italia (bandiera)  | C     | Mattia Rinaldini     |
| 15 | Italia (bandiera)  | D     | Alex Nodari          |
| 16 | Italia (bandiera)  | C     | Giuseppe Pregnolato  |
| 17 | Italia (bandiera)  | D     | Giovanni Serao       |
| 18 | Italia (bandiera)  | A     | Maurizio Tacchi      |
| 19 | Italia (bandiera)  | D     | Gennaro Scarlato     |
| 20 | Italia (bandiera)  | A     | Roberto Murgita      |

| N. |                     | Ruolo | Calciatore           |
| -- | ------------------- | ----- | -------------------- |
| 20 | Italia (bandiera)   | A     | Roberto Colacone     |
| 20 | Grecia (bandiera)   | A     | Georgios Vakouftsis  |
| 21 | Italia (bandiera)   | P     | Alex Calderoni       |
| 21 | Italia (bandiera)   | P     | Giacomo Dondoli      |
| 23 | Italia (bandiera)   | D     | Gianluca Atzori      |
| 24 | Italia (bandiera)   | D     | Rosario Pergolizzi   |
| 25 | Italia (bandiera)   | C     | Emanuele Pellizzaro  |
| 26 | Italia (bandiera)   | C     | Michele Gelsi        |
| 26 | Italia (bandiera)   | D     | Massimiliano Corrado |
| 27 | Italia (bandiera)   | A     | Omar Fantin          |
| 28 | Uruguay (bandiera)  | C     | Jorge Casanova       |
| 29 | Italia (bandiera)   | P     | Giovanni Zannoni     |
| 30 | Italia (bandiera)   | A     | Emiliano Biliotti    |
| 31 | Italia (bandiera)   | A     | Riccardo Ricci       |
| 33 | Belgio (bandiera)   | P     | Gilbert Bodart       |
| 35 | Italia (bandiera)   | D     | Mattia Mela          |
| 36 | Italia (bandiera)   | C     | Massimo Ficcadenti   |
| 37 | Italia (bandiera)   | C     | Matteo Rossi         |
| 40 | Italia (bandiera)   | C     | Angelo Paradiso      |
| 44 | Bulgaria (bandiera) | C     | Krasimir Čomakov     |
| 52 | Italia (bandiera)   | D     | Robert Conti         |
| 99 | Italia (bandiera)   | A     | Andrea Silenzi       |

## Risultati

### Campionato

#### Girone di andata
| Arbitro: | Paparesta (Bari) |

|                |           |          |
| Pregnolato 52’ | Marcatori | 72’ Senè |

| Arbitro: | Morganti (Ascoli Piceno) |

|                          |           |               |
| Ambrosi 47’ Deflorio 49’ | Marcatori | 63’ Vecchiola |

| Arbitro: | Preschern (Mestre) |

|  |           |                 |
|  | Marcatori | 79’, 84’ Caccia |

| Arbitro: | Zaltron (Bassano del Grappa) |

|                      |           |              |
| Francioso 55’ (rig.) | Marcatori | 50’ Biliotti |

| Arbitro: | Pieri (Genova) |

|                      |           |                                                   |
| Dell'Anno 60’ (rig.) | Marcatori | 45’ Bizzarri 53’ Baiano 73’ Aglietti 78’ Biancone |

| Arbitro: | P. Rossi (Ciampino) |

|             |           |               |
| Gregori 10’ | Marcatori | 37’ Vecchiola |

| Ravenna 22 ottobre 2000 7ª giornata | Ravenna                   | 0 – 0 | Chievo | Stadio Bruno Benelli\| Arbitro: \| Dondarini (Finale Emilia) \| |
| Arbitro:                            | Dondarini (Finale Emilia) |       |        |                                                                 |

| Arbitro: | Zaltron (Bassano del Grappa) |

|                                        |           |                                  |
| Barollo 20’ Maccarone 52’ Bianconi 79’ | Marcatori | 34’ (rig.), 75’ (rig.) Dell'Anno |

| Treviso 1º novembre 2000 9ª giornata | Treviso             | 0 – 0 | Ravenna | Stadio Omobono Tenni\| Arbitro: \| Soffritti (Ferrara) \| |
| Arbitro:                             | Soffritti (Ferrara) |       |         |                                                           |

| Arbitro: | Paparesta (Bari) |

|                                |           |                                                 |
| Vecchiola 79’ Medri 88’ (aut.) | Marcatori | 21’ Cammarata 40’, 87’ Suazo 90+1’ F.J. Modesto |

| Arbitro: | Preschern (Mestre) |

|                                                                        |           |               |
| A. Pagano 10’ Arcadio 12’ Cavallo 36’ Tiribocchi 83’ Campolonghi 90+3’ | Marcatori | 49’ Vecchiola |

| Arbitro: | Zaltron (Bassano del Grappa) |

|                              |           |                 |
| Chomakov 28’ Vecchiola 90+4’ | Marcatori | 33’, 58’ Grabbi |

| Ravenna 27 novembre 2000 13ª giornata | Ravenna                      | 0 – 0 | Sampdoria | Stadio Bruno Benelli\| Arbitro: \| Zaltron (Bassano del Grappa) \| |
| Arbitro:                              | Zaltron (Bassano del Grappa) |       |           |                                                                    |

| Arbitro: | Serena (Bassano del Grappa) |

|                                |           |               |
| C. Colombo 23’ Delli Carri 66’ | Marcatori | 55’ Cristante |

| Ravenna 10 dicembre 2000 15ª giornata | Ravenna           | 0 – 0 | Cittadella | Stadio Bruno Benelli\| Arbitro: \| Messina (Bergamo) \| |
| Arbitro:                              | Messina (Bergamo) |       |            |                                                         |

| Arbitro: | Pieri (Genova) |

|  |           |               |
|  | Marcatori | 55’ Dell'Anno |

| Arbitro: | Zaltron (Bassano del Grappa) |

|                      |           |  |
| Dell'Anno 63’ (rig.) | Marcatori |  |

| Venezia 14 gennaio 2001 18ª giornata | Venezia           | 0 – 0 | Ravenna | Stadio Pierluigi Penzo\| Arbitro: \| Bonfrisco (Monza) \| |
| Arbitro:                             | Bonfrisco (Monza) |       |         |                                                           |

| Arbitro: | Zaltron (Bassano del Grappa) |

|  |           |              |
|  | Marcatori | 57’ Zampagna |

#### Girone di ritorno
| Arbitro: | Pirrone (Messina) |

|                |           |  |
| Di Michele 24’ | Marcatori |  |

| Arbitro: | Trefoloni (Siena) |

|                    |           |                            |
| Tentoni 72’ (rig.) | Marcatori | 77’ Fialdini 90+4’ Aronica |

| Arbitro: | Treossi (Forlì) |

|           |           |  |
| Caccia 5’ | Marcatori |  |

| Arbitro: | Morganti (Ascoli Piceno) |

|             |           |             |
| Scapolo 26’ | Marcatori | 81’ Manetti |

| Arbitro: | Saccani (Mantova) |

|                                  |           |                             |
| Bellotto 14’ Bizzarri 48’ (rig.) | Marcatori | 10’ Vecchiola 21’ Cristante |

| Arbitro: | Braschi (Prato) |

|                          |           |                                          |
| Scapolo 15’ Scarlato 17’ | Marcatori | 38’ Chianese 48’ Galeoto 90’ M. Esposito |

| Verona 11 marzo 2001 26ª giornata | Chievo         | 0 – 0 | Ravenna | Stadio Marcantonio Bentegodi\| Arbitro: \| Pieri (Genova) \| |
| Arbitro:                          | Pieri (Genova) |       |         |                                                              |

| Arbitro: | Preschern (Mestre) |

|  |           |                             |
|  | Marcatori | 66’ Di Natale 71’ Maccarone |

| Arbitro: | Ayroldi (Molfetta) |

|                       |           |            |
| Centurioni 18’ (aut.) | Marcatori | 15’ Bianco |

| Arbitro: | Gabriele (Frosinone) |

|                         |           |  |
| Cammarata 28’ Suzao 71’ | Marcatori |  |

| Arbitro: | Ayroldi (Molfetta) |

|                 |           |             |
| Rigoni 60’, 79’ | Marcatori | 17’ Arcadio |

| Arbitro: | P. Rossi (Ciampino) |

|                                                   |           |  |
| Borgobello 44’ Grabbi 45’, 47’ (rig.) Miccoli 84’ | Marcatori |  |

| Arbitro: | Zaltron (Bassano del Grappa) |

|                          |           |  |
| Vergassola 78’ Luiso 83’ | Marcatori |  |

| Arbitro: | Dondarini (Finale Emilia) |

|                          |           |              |
| Calaiò 69’ Maspero 90+1’ | Marcatori | 45’ Chomakov |

| Arbitro: | Preschern (Mestre) |

|                 |           |  |
| Ghirardello 44’ | Marcatori |  |

| Arbitro: | Palmieri (Cosenza) |

|                                |           |                           |
| Corrado 10’ Tentoni 73’ (rig.) | Marcatori | 5’, 59’ Damiani 33’ Ugali |

| Arbitro: | Trefoloni (Siena) |

|                  |           |                                                                   |
| Parente 18’, 19’ | Marcatori | 25’ Vakouftsis 28’, 41’ Pellizzaro 37’ Paquito 88’ (rig.) Tentoni |

| Arbitro: | Bertini (Arezzo) |

|  |           |                                           |
|  | Marcatori | 9’ Maini 74’ Valtolina 87’ (rig.) Maniero |

| Arbitro: | Cassarà (Palermo) |

|                                    |           |             |
| Pisano 10’ Savoldi 86’ Musacco 89’ | Marcatori | 71’ Paquito |

### Coppa Italia
| Arbitro: | Soffritti (Ferrara) |

|               |           |                                        |
| Cristante 86’ | Marcatori | 28’ (rig.) Allegri 50’ (rig.) Aglietti |

| Arbitro: | Preschern (Mestre) |

|                 |           |  |
| Doni 31’ (rig.) | Marcatori |  |

| Arbitro: | Morganti (Ascoli Piceno) |

|                                         |           |                 |
| Gelsi 10’ Murgita 29’, 37’ Chomakov 78’ | Marcatori | 26’, 65’ Gulino |